# 小田原提灯

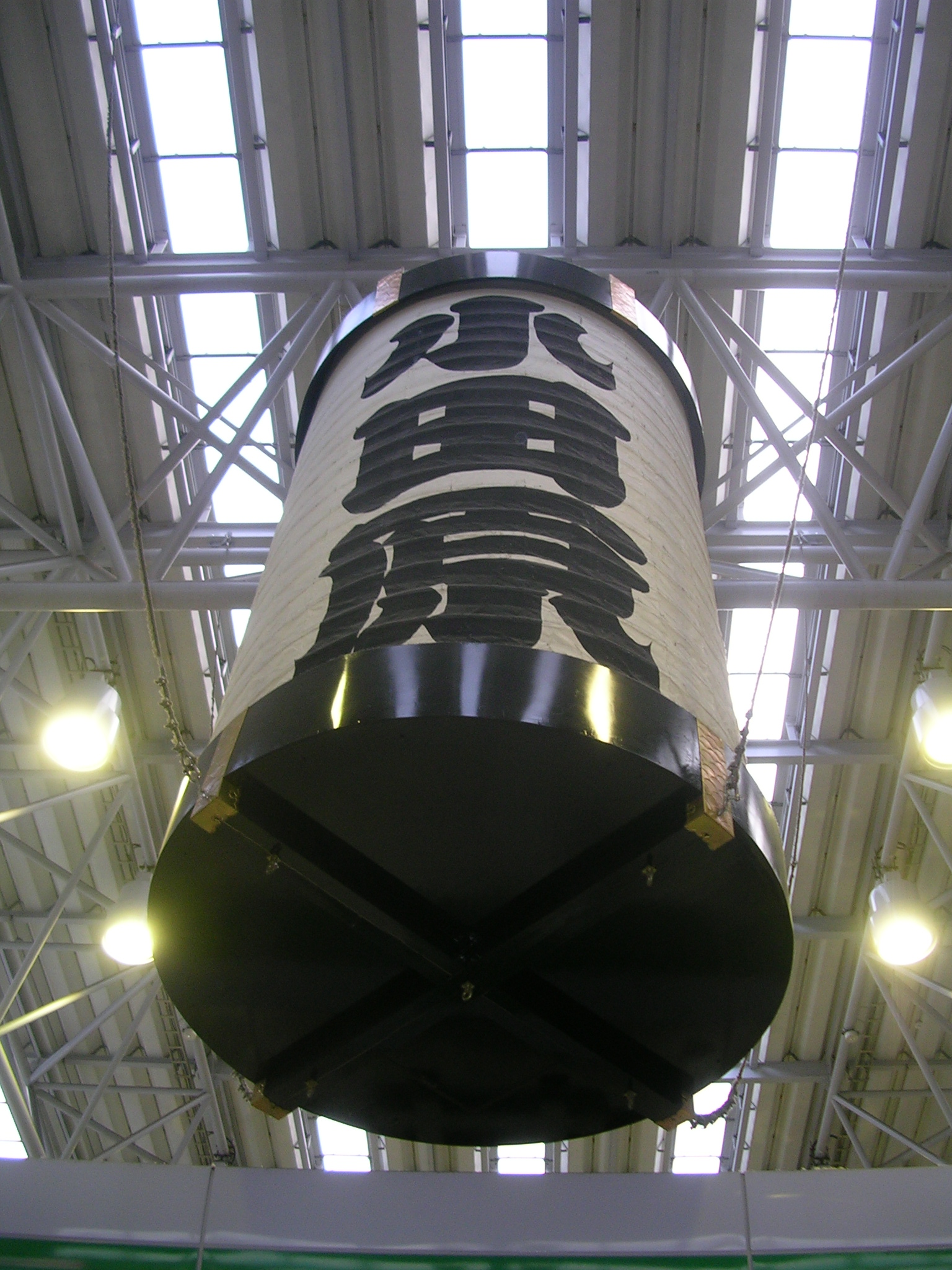
小田原駅にある巨大な小田原提灯

小田原提灯（おだわらぢょうちん、おだわらちょうちん）は、提灯の一種。童謡「お猿のかごや」に登場する。
東海道の宿場町であった小田原（後の神奈川県小田原市）では、旅人が携帯するのに便利なようにと、同地在住の職人・甚左衛門が、畳んだ時に胴の部分が蓋に収まるように作ったのが最初といわれる。このような小田原発祥の提灯であるが、2015年5月時点で小田原市内には提灯屋自体が山崎提灯店と飯沼提灯店（飯沼商店）の2店舗しかなく、外的に小田原提灯の作製をうたっているのは前者のみである。収入を得られるほどの十分な需要がないので後継者は難しいことを職人が語っており、前途が危ぶまれている。

## 特徴
以下の特徴ゆえに、江戸時代に大人気商品となった。
- 同じ直径のリング状中骨による蛇腹形状を持ち、折りたたんでの携帯がしやすかった。
- 通常の提灯と異なり中骨が平たく、紙との糊代面積が大きいために剥がれにくく、雨や霧に強い。
- 作業工程が簡単なため、安価であった。
- 大雄山最乗寺の神木を一部材料に使い、狐狸妖怪に対して魔除けになると宣伝した。

## 関連
- 毎年7月の第4土曜・日曜に『あかりの祭典小田原ちょうちん夏まつり』を行っている。
- ちょうちん踊り：同提灯を用いた踊りで上記イベントなどで踊られる。[8][9]
- 提灯の形を応用して、飲み終わった時畳んで小さく収納できるペットボトルを用いたミネラルウォーター『小田原ちょうちん・旅名水』が2004年に発売されている[10][11]。
- 2003年に小田原駅の東西連絡通路が完成した際、JR東日本の改札口付近に巨大な小田原提灯が市民団体により設置された。2019年の令和元年東日本台風（台風19号）で破損したため、小田原市により一時撤去されたが[12]、修復が行われ翌2020年8月29日に再設置された[13]。